# Râul Tiur
Râul Tiur este un curs de apă, afluent al râului Târnava. 